# Blanche Lefebvre
Blanche Lefebvre, född 1847, död 1871, var en fransk kommunist. 
Hon är känd för sitt stöd till Pariskommunen 1870-71. 